# Теракт в Александрии (2011)
Террористический акт в Александрии 1 января 2011 года — взрыв в одном из крупнейших городов Египта — Александрии, произошедший около коптской церкви Святых (араб. كنيسة القديسين‎) на улице Халиля Хамада (араб. شارع خليل حمادة‎) в районе Сиди Бишр, в результате которого погибли по меньшей мере 32 человека, ещё около 100 получили ранения.

## Ход событий
По словам очевидцев, зелёный автомобиль Шкода припарковался возле церкви после полуночи. Из машины вышли двое мужчин, один из них говорил по мобильному телефону, затем они ушли в неизвестном направлении. Взрыв произошел почти сразу после этого. На момент взрыва, несколько тысяч коптских христиан присутствовали на молебне в церкви по случаю Нового года. 21 коптский христианин погиб сразу же после взрыва, ещё 11 скончались от полученных травм в больнице.

## Реакция
Лидеры европейских и мусульманских стран мира, а также различные международные организации выступили с осуждением теракта.
Египетские спецслужбы обвинили в теракте палестинскую террористическую организацию «Армия ислама», связанную с Аль-Каидой.